# Ferenc Bardóczy
Ferenc Bardóczy, madžarski feldmaršal, * 1895, † 1968.